# Абрютін Сергій Миколайович (капітан)
Сергі́й Микола́йович Абрю́тін (рос. дореф. Сергѣй Николаевич Абрютинъ; ? — 12 листопада 1841) — російський моряк, капітан 2-го рангу. Учасник російсько-турецької війни 1828—1829 років і Кавказької війни.

## Життєпис
6 листопада 1806 року вступив до Морського кадетського корпусу, 10 травня 1811 року проведений в гардемарини. Протягом 1811—1813 років крейсерував між Санкт-Петербургом і Кронштадтом. 10 лютого 1814 року проведений у мічмани.
Протягом 1814—1818 років перебував на свеаборзькому рейді, крейсеруючи на брандвахтенному шлюпі «Тізба». 20 червня 1818 року проведений у лейтенанти, протягом наступного року ходив на шлюпі «Соломбал» між Кронштадтом і Свеаборгом. У 1820 році на лоцботі «№ 3» виходив у плавання у Фінську затоку. Влітку 1823 і 1824 років командував брандвахтенним бригом «Блискавка» і транспортом «Невка», а протягом 1825—1826 років перебував при свеаборзькому порту. У 1827 році виходив у плавання між Свеаборгом і Кронштадтом.
1 січня 1829 року проведений у капітан-лейтенанти. В тому ж році командирований спочатку в Архангельськ, а згодом переведений до Чорноморського флоту.
На кораблі «Імператриця Марія» крейсерував Чорним морем, брав участь у захопленні турецьких фортець Інади і Мідії. Протягом 1830 року — командир 60-гарматного фрегата «Тенедос», у складі ескадри контрадмірала М. М. Кумані перевозив російські війська з портів Румелії в Російську імперію. У 1831—1832 роках перебував при Севастопольському порту. Командуючи фрегатом «Варна», у 1833 році у складі ескадри віцеадмірала М. П. Лазарєва перейшов з Севастополя до Буюк-дере, звідки з десантними військами прибув до Феодосії. Того ж року нагороджений орденом Святої Анни III ступеня і турецькою золотою медаллю «В пам'ять про перебування російських допоміжних військ в Константинополі».
Протягом 1834—1835 років командував 18-гарматним бригом «Полукс» і крейсував біля Кавказького і Кримського узбереж. З 1836 року по серпень 1837 — командир 24-гарматного корвета «Месемврія», на якому у військових кампаніях Російської імперії 1836 і 1837 років діяв у складі Геленджицького загону суден біля Кавказького узбережжя. 6 грудня 1837 року проведений в капітани 2-го рангу.
У 1838—1839 роках — командир 44-гарматного фрегата «Штандарт», ходив біля східних берегів Чорного моря. 12 травня 1838 року у складі ескадри віцеадмірала М. П. Лазарєва брав участь у висадці десанту, що заснував укріплення в гирлі річки Туапсе. 10 липня того ж року у складі ескадри контрадмірала С. П. Хрущова висаджував десант у гирлі річки Шапсухо, а 30 травня 1839 року — знову у складі ескадри М. П. Лазарєва у гирлі річки Субаші. За висадку десантів того ж року нагороджений орденом Святого Володимира IV ступеня з бантом.
11 грудня 1840 року за вислугу років нагороджений орденом Святого Георгія IV ступеня. Помер 12 листопада 1841 році.

## Нагороди
- Орден Святої Анни III ступеня (1833).
- Турецька золота медаль «В пам'ять про перебування російських допоміжних військ в Константинополі».
- Орден Святого Володимира IV ступеня з бантом (1839).
- Орден Святого Георгія IV ступеня (1840).